# Silicat de zirconiu(IV)

Silicatul de zirconiu (sau ortosilicatul de zirconiu) este un compus chimic cu formula ZrSiO4. Apare în natură ca zircon, aparținând clasei silicaților. Praful de silicat de zirconiu este cunoscut sub numele de „făină de zircon”. 
Silicatul de zirconiu este de obicei incolor, dar impuritățile induc diferite colorații. Este insolubil în apă, acizi, soluții alcaline și aqua regia. Duritatea sa este de 7,5 pe scara Mohs.

## Obținere
Silicatul de zirconiu apare în natură sub forma mineralului zircon. Minereul este extras din depozitele naturale și concentrat prin diferite tehnici. Se separă de nisip prin metode electrostatice și electromagnetice. 
De asemenea, compusul poate fi sintetizat prin topirea ZrO2 și SiO2 în arc electric, sau prin reacția unei sări de zirconiu cu silicat de sodiu într-o soluție apoasă. 

## Utilizări
Silicatul de zirconiu este utilizat pentru fabricarea materialelor refractare și pentru aplicații în care este necesară rezistență la coroziune în mediu alcalin. Se folosește și în producția unor ceramice, emailuri și glazuri ceramice. În smalțuri și glazuri servește ca opacizant. Poate fi prezent și în unele cimenturi. O altă utilizare a silicatului de zirconiu este sub formă de bile/pulbere pentru măcinare și rectificare. Straturi subțiri din silicat de zirconiu și silicat de hafniu (produse prin depunerea chimică în fază de vapori) pot fi utilizate ca materiale dielectrice în calitate de înlocuitor al dioxidului de siliciu în semiconductori.
Disilicatul de ziconiu este utilizat în construcția coroanelor dentare datorită durității sale și a reactivitatății extrem de scăzute.

## Toxicitate
Silicatul de zirconiu este un iritant abraziv pentru piele și ochi. Expunerea cronică la praf poate provoca granulom pulmonar, inflamația pielii și granulom al pielii. Cu toate acestea, nu există efecte adverse cunoscute pentru ingestia normală, accidentală. 